# San Isidro (San Martín)
San Isidro es una localidad y distrito del departamento San Martín, localizada aproximadamente en el centro norte de dicha jurisdicción, a 6 kilómetros, en dirección noreste, de la localidad cabecera de San Martín, en el centro sur de la Provincia de San Juan, Argentina. 
Es una localidad con un área urbana concentrada, donde el modo de vida es el rural, cuya economía se centra, principalmente, en producción de vid con destino, en forma primordial, a la elaboración de vino. 
Se accede, a San Isidro, por las rutas provinciales: 230, conocida con el nombre de "Calle San Isidro"', y por la 95 que recibe el nombre de "Calle Narciso Laprida".

## Economía y aspecto
En San Isidro, la agroindustria, es la principal actividad económica. Allí se encuentran 5 barrios y 3 pequeños complejos habitacionales a saber: B.º Independencia, como el más importante, lo sigue en importancia B.º Pie de Palo, B.º San Isidro, B.º Boca del Tigre y B.º Municipal.
Complejo Virgen del Rocío, B.º Bustos y B.º Daniela.
También se conoce como San Isidro el Club de fútbol que lleva el mismo nombre. Denominados los santos azules es el equipo más popular del departamento San Martín y también de la liga caucetera de fútbol a la cual pertenece.

## Población
Cuenta con 1,454 habitantes (Indec, 2001), lo que representa un insignificante descenso del 0,27 frente a los 1,458 habitantes (Indec, 1991) del censo anterior.